# La Mano con Ojos
La Mano con Ojos (dt. „Die Hand mit Augen“) ist eine kriminelle Vereinigung in Mexiko. Sie ist vor allem im Drogenschmuggel und Verkauf aktiv und soll für das Sinaloa-Kartell arbeiten.
Hauptbetätigungsfeld von Mano con Ojos ist die Gegend um Mexiko-Stadt. Daneben ist die Organisation in Huixquilucan, Naucalpan, Atizapán, Tultitlán, Cuautitlán Izcalli und anderen Gegenden aktiv.
Óscar García Montoya ist der mutmaßliche Gründer und Chef der Organisation. Er soll die Gruppe nach der Festnahme von Edgar Valdez Villareal, dessen Leibwächter er war, im September 2010 gegründet haben. Am 11. August 2011 nahm die mexikanische Polizei Óscar García Montoya fest. Die gesamte Gruppe soll für die Ermordung von 900 Menschen verantwortlich sein. Seit Dezember 2010 waren allein im Bundesstaat México mindestens 29 Tötungsdelikte und zehn in Mexiko-Stadt der Organisation zugeschrieben worden. Die Mitglieder der Gruppe werden teilweise in Guatemala ausgebildet, wo Montoya in der Armee diente.
Im Oktober 2011 fand man in Mexiko-Stadt, nahe dem Verteidigungsministerium, zwei geköpfte Leichen, bedeckt mit einem Karton, der das Logo der Gruppe trug. Das öffentliche Zurschaustellen enthaupteter Opfer zur Verbreitung von Angst ist im mexikanischen Drogenkrieg keine Seltenheit.